# 1983 في الإكوادور
فيما يلي قوائم الأحداث التي وقعت خلال عام 1983 في الإكوادور.

## سياسة

### تعيين في المنصب
- 1 مارس – جوستافو نوبوا حاكم غاياس [الإنجليزية]‏.

## مواليد

### يناير
- 25 يناير – جيوفاني لابنتي لاعب كرة مضرب إكوادوري.

### أبريل
- 2 أبريل – فيليكس بورخا لاعب كرة قدم إكوادوري.
- 20 أبريل – هنري ليون لاعب كرة قدم إكوادوري.

### يوليو
- 26 يوليو – أوزوالدو ميندا لاعب كرة قدم إكوادوري.

### أكتوبر
- 20 أكتوبر – لويس ساريتاما لاعب كرة قدم إكوادوري.

## وفيات

### أكتوبر
- 3 أكتوبر – أندريس كوردوفا (مواليد 1892) رئيس الإكوادور.